# Klaus-Dieter Gutschmidt
Klaus-Dieter Gutschmidt ist ein ehemaliger deutscher Rollsporter. Er gewann zwischen 1974 und 1979 insgesamt acht DDR-Meisterschaften im Rollschnelllaufen.

## Wirken
Klaus-Dieter Gutschmidt kam 1964 zum Rollschuhsport. Im Februar 1965 trat er der Sektion Rollsport der BSG Empor Velten bei. Im Nachwuchsbereich gewann er mehrere Wettkämpfe und Titel. 1973 nahm er am Länderkampf der DDR mit Italien und Frankreich in Halberstadt teil. Im Folgejahr 1974 gewann er in Erfurt seine ersten beiden Meistertitel über die Sprint- und die 10.000-Meter-Distanz. Über die 500-Meter-Sprintstrecke stellte er dabei einen DDR-Rekord ein. Weitere sechs Meistertitel folgten nach der Wehrdienstzeit 1976, 1977 und 1978 für die BSG Einheit Oranienburg startend.  Nach der Saison 1984 beendete Gutschmidt seine aktive Karriere.
Klaus-Dieter Gutschmidt betreibt in Velten eine Fensterbaufirma.